# Erste Seeschlacht von Schooneveld
Solebay – Erste Schooneveld – Zweite Schooneveld – Texel
In der Ersten Seeschlacht von Schooneveld, der zweiten Seeschlacht im Dritten Englisch-Niederländischen Krieg, traf am 28. Maijul. / 7. Juni 1673greg. die Flotte der Vereinigten Provinzen der Niederlande auf die vereinigten Flotten des restaurierten Königreichs England und des Königreichs Frankreich. Die Schlacht fand in der Nordsee vor der Scheldemündung statt.
Oft werden die Erste und Zweite Seeschlacht von Schooneveld zusammenfassend als Doppelseeschlacht beschrieben.

## Die Schlacht
Nach dem Rückschlag in der Seeschlacht von Solebay planten die Engländer und Franzosen erneut eine Landung in den Niederlanden und erreichten am 7. Juni 1673 mit 81 Linienschiffen, davon 27 französischen, die niederländische Küste. Michiel de Ruyter trat ihnen mit 52 Linienschiffen entgegen und durchbrach die französische Linie im Zentrum. Da die niederländische Vorhut aber von der englischen Vorhut abgedrängt wurde, musste er ihr mit dem Rest der Flotte zu Hilfe kommen. Die Kämpfe dauerten bis zum Abend.
Die englisch-französische Flotte war in größte Unordnung geraten, zog sich zurück und kreuzte eine Woche lang  vor der niederländischen Küste. Beide Flotten trafen nach einer Woche in der Zweiten Seeschlacht von Schooneveld erneut aufeinander.